# Дійснозначна функція

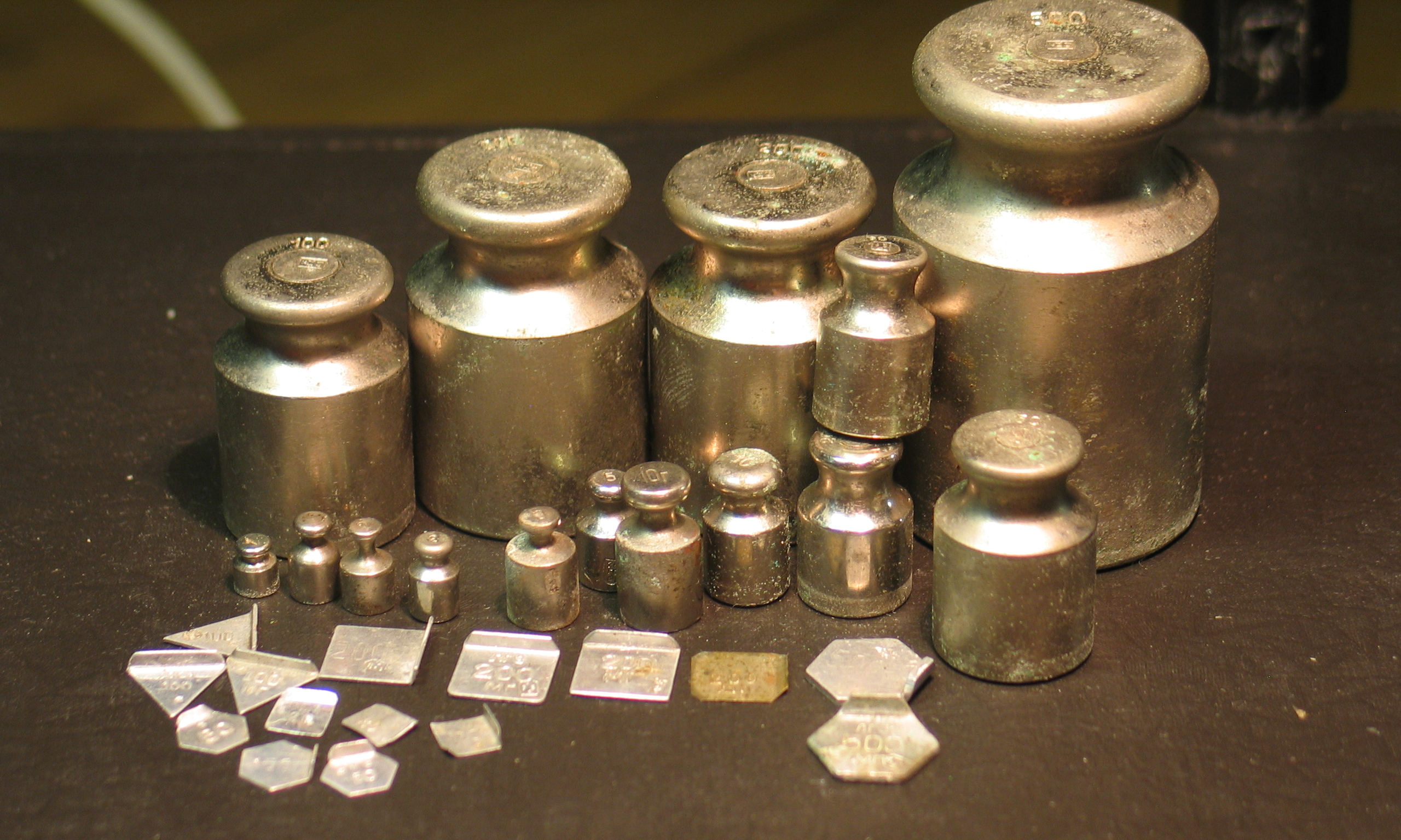
Маса, що вимірюється в грамах, є функцією від цього набору ваг у множину додатних дійсних чисел. Термін «вагова функція» — алюзія на цей приклад, що широко використовується математиці.

В математиці, дійснозначною називається функція, що набуває значень в області дійсних чисел. Іншими словами, це функція, яка відображає кожен елемент зі своєї області визначення в дійсне число.
Багато важливих функціональних просторів за означенням складаються з дійснозначних функцій.

## В цілому
Візьмемо X — довільну множину. Позначимо {\displaystyle {\mathcal {F}}(X,{\mathbb {R} })} множину всіх функцій з X в область дійсних чисел R. Позаяк R — поле, {\displaystyle {\mathcal {F}}(X,{\mathbb {R} })} можна подати у вигляді векторного простору і комутативної алгебри на множині дійсних значень, доповнивши потрібну структуру:
- {\displaystyle \ f+g:x\mapsto f(x)+g(x)} — додаванням векторів
- {\displaystyle \ \mathbf {0} :x\mapsto 0} — адитивною одиницею
- {\displaystyle \ cf:x\mapsto cf(x),\quad c\in {\mathbb {R} }} — множенням на скаляр
- {\displaystyle \ fg:x\mapsto f(x)g(x)} — поточковим множенням

Крім того, оскільки R — це впорядкована множина, маємо частковий порядок на {\displaystyle {\mathcal {F}}(X,{\mathbb {R} })}:
- {\displaystyle \ f\leq g\quad \iff \quad \forall x:f(x)\leq g(x)}.

{\displaystyle {\mathcal {F}}(X,{\mathbb {R} })} — частково впорядковане кільце.

## Вимірні функції
σ-алгебра борелевих множин є важливою структурою на множині дісних чисел. Якщо X має свою σ-алгебру і функція f така, що її прообраз f −1(B) будь-якої борелевої множини B належить σ-алгебрі, то f — вимірна. Вимірні функції утворюють векторний простір і алгебру описану вище.
Крім того, насправді множина (сімейство) дійснозначних функцій на X можуть визначати σ-алгебру на X, породжену всіма прообразами усіх борелевих множин (або тільки інтервалів, це не принципово). Так виникають σ-алгебри в теорії ймовірності (Колмогорова), де дійснозначні функції на просторі Ω — дійснозначні випадкові величини.

## Неперервні функції
Дійсні числа утворюють топологічний простір і повний метричний простір. Неперервні дійснозначні функції (а отже X — топологічний простір) мають важливе значення в теорії топологічних просторів і метричних просторів. Теорема Вейєрштраса про екстремальні значення стверджує, що будь-яка дійснозначна неперервна функція на компактному просторі набуває своїх глобального максимуму і мінімуму.
Поняття метричного простору природним чином визначається для функції двох змінних, неперервної метрики. Простір неперервних функцій на компактному просторі Гаусдорфа особливо важливий. Збіжні послідовності також можна розглядати як дійснозначні неперервні функції на спеціальному топологічному просторі.
Неперервні функції утворюють векторний простір і алгебру як описано вище, і є підкласом вимірних функцій, тому що будь-який топологічний простір має σ-алгебру, породжену відкритими (або закритими) множинами.

## Диференційовність
Дійсні числа використовуються як співобласть для визначення диференційовних функцій. Область дійснозначних диференційовних функцій можна розглядати як дійсний простір координат (що породжує дійсні функції багатьох змінних), топологічний векторний простір, їх відкриту підмножину, або диференційовний многовид.
Простори гладких функцій є векторними просторами і алгебрами, як описано вище, і підкласом неперервних функцій.

## Застосування в теорії міри
Міра на множині є невід'ємним дійснозначним функціоналом на σ-алгебрі підмножин. Lp простори на множині з мірою визначаються з вищезазначених дійснозначних вимірних функцій, хоч насправді це фактор-простори. Точніше, тоді як функція, що задовольняє відповідній умові інтегровності, визначає елемент з Lp простору, з іншого боку, для будь-якої f ∈ Lp(X) і x ∈ X , який не є атомом, значення f(x) є невизначеним. Хоч дійснозначні Lp простори мають  деякі зі структур описаних вище. Кожен з Lp просторів є векторним простором з частковим порядком на ньому, й існує поточкове множення «функцій», що змінює p, а саме
{\displaystyle \cdot :L^{1/\alpha }\times L^{1/\beta }\to L^{1/(\alpha +\beta )},\quad 0\leq \alpha ,\beta \leq 1,\quad \alpha +\beta \leq 1.}
Наприклад, поточковий добуток двох L2 функцій належать L1.

## Інші застосування
В інших контекстах дійснозначні функції і їхні особливі властивості використовуються в монотонних функціях (на впорядкованих множинах), опуклих функціях (на векторних та афінних просторах), гармонічних і субгармонічних функціях (на ріманових многовидах), аналітичних функціях (зазвичай від одної або кількох дійсних змінних), алгебричних функціях (на дійсних алгебричних многовидах) і поліномах (від однієї або кількох дійсних змінних).

## Виноски
1. ↑  Взагалі є різні означення похідної, але для скінченно вимірних функцій вони зводяться до еквівалентного означення класів диференційовних функцій